# هوارد فينكلر
هوارد فينكلر هو فلاح وسياسي كندي، ولد في 4 مارس 1891 في كندا، وتوفي في 14 نوفمبر 1970 في ميسا في الولايات المتحدة. حزبياً، نشط في الحزب الليبرالي الكندي. وقد انتخب عضو مجلس العموم الكندي.